# Aleixo da Silva Gama
Aleixo da Silva Gama (* 1967), Kampfname Alex Cobra, ist ein osttimoresischer Fußballfunktionär und ehemaliger Unabhängigkeitsaktivist.

## Werdegang
Gama nahm an dem Protest beim Papstbesuch in Osttimor 1989 teil, als Jugendliche nach der Messe Transparente gegen die indonesische Besatzung entfalteten. Gama gehörte damals zur Jugend-Untergrundgruppe FITUN.
In der Nacht zum 28. Oktober 1991 kam der Aktivist Sebastião Gomes beim Einsatz indonesischer Sicherheitskräfte in der Kirche Santo António de Motael ums Leben, wo sich eine Gruppe Jugendlicher versteckt hatten. Gama, der zur Gruppe gehörte, wurde am nächsten Tag mit anderen zusammen verhaftet und unter Schlägen und Tritten zur Polizeistation gebracht. Zunächst als Zeuge vorgeführt, wurde Gama dann auch angeklagt und zu drei Jahren Gefängnis in Kupang verurteilt. Der Gedenkzug für Sebastião Gomes am 12. November wurde zur Demonstration und endete im Santa-Cruz-Massaker, als indonesische Sicherheitskräfte das Feuer auf die Demonstranten eröffneten.
Nach dem Santa-Cruz-Massaker wurden die Jugend-Widerstandsgruppen zunächst zerschlagen. Erst ab 1994 reorganisierten sie sich wieder. Die OPJLATIL, die 1995 gegründet wurde, wurde zur größten dieser Gruppen. Aleixo da Silva Gama wurde zu einem der beiden Gründungsvorsitzenden. Nino Konis Santana, der Chef der Guerilla-Organisation FALINTIL hatte die Gründung organisiert und sorgte für enge Kontakte der Gruppe zur studentischen Widerstandsorganisation RENETIL.
Im unabhängigen Osttimor war Gama 2009 Direktor der Baufirma Luz Clarita. Am 24. Februar 2018 wurde Gama zum 3. Vizepräsidenten der Federação Futebol Timor-Leste (FFTL) gewählt.